# Căscioarele (gmina Ulmi)
Căscioarele – wieś w Rumunii, w okręgu Giurgiu, w gminie Ulmi. W 2011 roku liczyła 233 mieszkańców.